# ميخائيل كروغر
ميخائيل كروغر (بالألمانية: Michael Krüger) هو لغوي ومترجم وكاتب وشاعر ألماني، ولد في 9 ديسمبر 1943 في Wittgendorf ‏ في ألمانيا.

## روابط خارجية
- ميخائيل كروغر على موقع مونزينجر (الألمانية)
- ميخائيل كروغر على موقع ميوزك برينز (الإنجليزية)